# Джонсон, Хадди
Хадди Джонсон (англ. Huddie M. Johnson, в замужестве О’Брайен, англ. O’Brien; 1901, Колдуотер, штат Мичиган — 21 сентября 1938, Вестхэмптон-Бич, штат Нью-Йорк) — американская пианистка.
Окончила Оберлинскую консерваторию (1922) по классу Мэри Беннет и Джульярдскую школу у Карла Фридберга. В 1932 г. стала одним из победителей Наумбурговского конкурса молодых исполнителей, после чего выступила с сольным вечером в нью-йоркском Таун-холле.
Концертировала в разных городах США, получая одобрительные отзывы критики. Так, по поводу исполнения 29 марта 1926 года в Кливленде Фантастической сюиты Эрнеста Шеллинга для фортепиано с оркестром городская газета The Plain Dealer отмечала, что «искромётная живость» (англ. scintillating verve) молодой пианистки сочеталась с «уверенностью и уравновешенностью опытного мастера» (англ. certainty and poise of a veteran). Одновременно Джонсон преподавала на Любительских музыкальных курсах (англ. The layman's music courses) как ассистентка Ольги Самарофф, руководила подразделением курсов по обучению детей.
Утонула вместе с матерью в собственном доме на берегу Лонг-Айленда во время Великого урагана 1938 года.
Сестра, Хелен Джонсон, в замужестве Джонсон-Уиндзор (англ. Helen Johnson Windsor; 1902—1964) — также пианистка и композитор, окончившая Оберлинскую консерваторию (1926) у Мэри Беннет и Джульярдскую школу по классу Карла Фридберга. В 1930-е гг. много концертировала, особенно часто выступала на радиостанциях WQXR и WNYC, затем преподавала, автор предназначенных для исполнения детьми оперетт «Соловей императора» (англ. The Emperor's nightingale; 1951) и «Приключения Дюймовочки» (англ. The adventures of Thumbelina; 1953), по одноимённым сказкам Х. К. Андерсена.